# 岸和田南出入口
岸和田南出入口（きしわだみなみでいりぐち）は、大阪府岸和田市の阪神高速道路4号湾岸線の出入口。

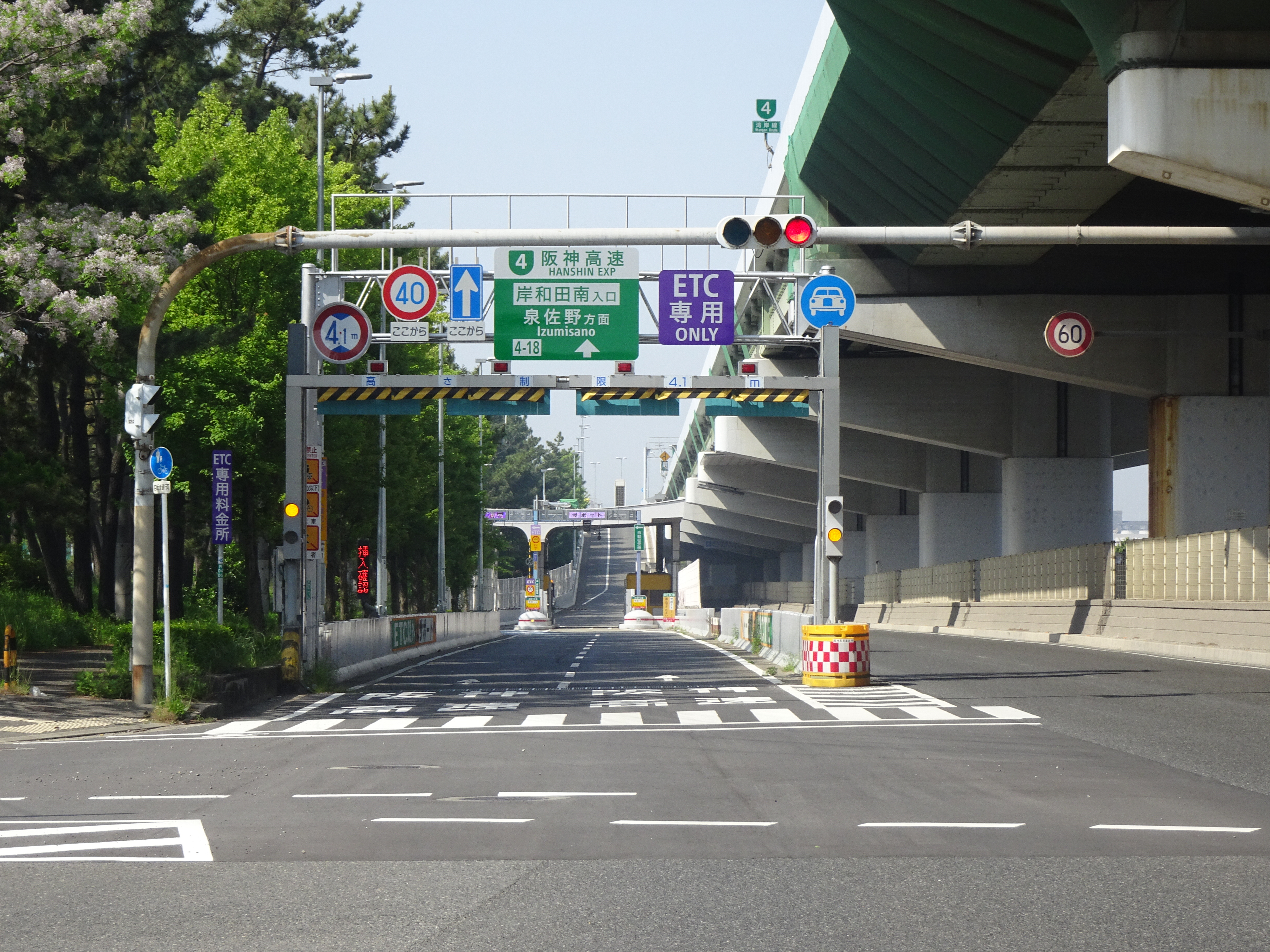
岸和田南（南行）入口

2022年（令和4年）5月27日0時から、南行の入口がETC専用に、2023年（令和5年）3月1日から、北行の入口においてもETC専用となっている。

## 道路
- 阪神高速4号湾岸線(4-17,4-18)

## 料金所

### 岸和田南（北行）料金所
- ブース数：2
  - ETC専用：1
  - サポート：1

### 岸和田南（南行）料金所
- ブース数：2
  - ETC専用：1
  - サポート：1

## 周辺
- 阪南港地蔵浜地区
- 岸和田市立浪切ホール
- 岸和田カンカンベイサイドモール
- 岸和田だんじり会館
- 岸和田市役所
- 岸和田城
- 南海本線岸和田駅
- 浜工業公園

## 隣
阪神高速4号湾岸線
(4-15,4-16)岸和田北出入口 - (4-17,4-18)岸和田南出入口 - (4-19,4-20)貝塚出入口